# Laronxe
Laronxe ist eine französische Gemeinde mit 365 Einwohnern (Stand 1. Januar 2022) im Département Meurthe-et-Moselle in der Region Grand Est (vor 2016 Lothringen). Sie gehört zum Arrondissement Lunéville und zum Kanton Baccarat.

## Geografie
Die Gemeinde liegt etwa 35 Kilometer südöstlich von Nancy im Süden des Départements Meurthe-et-Moselle. Nachbargemeinden sind Moncel-lès-Lunéville im Nordwesten, Norden und Nordosten, Saint-Clément im Nordosten, Osten, Südosten, Süden und Südwesten sowie Fraimbois im Südwesten. Die Gemeinde besteht aus dem Dorf Laronxe sowie einigen Weilern und Einzelgehöften.

## Geschichte
Die heutige Gemeinde wurde 1309 als La Ronxe erstmals in einem Dokument erwähnt. Laronxe gehörte historisch zum Herzogtum Lothringen, das 1766 an Frankreich fiel. Bis zur Französischen Revolution lag die Gemeinde dann im Grand-gouvernement de Lorraine-et-Barrois. Von 1793 bis 1801 war die Gemeinde dem Distrikt Lunéville und dem Kanton Aizerailles zugeteilt. Von 1801 bis 2015 war sie Teil des Kantons Lunéville-Sud-Est (der 1825 zum Kanton Lunéville-Sud wurde). Seit 1801 ist Laronxe zudem dem Arrondissement Lunéville zugeordnet. Die Gemeinde lag bis 1871 im alten Département Meurthe. Vom 27. Mai 1818 bis zum 8. Juni 1834 war Laronxe in die Gemeinde Saint-Clément eingegliedert.

## Bevölkerungsentwicklung
| Jahr                       | 1962 | 1968 | 1975 | 1982 | 1990 | 1999 | 2007 | 2019 |
| Einwohner                  | 454  | 445  | 420  | 428  | 429  | 390  | 373  | 368  |
| Quellen: Cassini und INSEE |      |      |      |      |      |      |      |      |

## Verkehr
Laronxe liegt zwar an der Bahnstrecke von Lunéville nach Saint-Dié-des-Vosges, hat aber keine eigene Haltestelle. Die nächstgelegene Haltestelle befindet sich in der Nachbargemeinde Saint-Clément (Bahnhof Saint-Clément-Laronxe). Durch die Gemeinde führt die N59 mit einem Vollanschluss an der westlichen Gemeindegrenze. Für den regionalen Verkehr ist die D99 wichtig, die durch das Dorf führt.

## Sehenswürdigkeiten
- Dorfkirche Saint-Sébastien aus dem 19. Jahrhundert in neo-romanischem Stil
- Denkmal und Gedenkplatte für die Gefallenen[1][2]
- alte Häuser in regionalem Baustil
- Lavoir (Waschhaus)
- Tierfutterfabrik (ehemalige Käserei, danach Konservenfabrik für Gemüse)

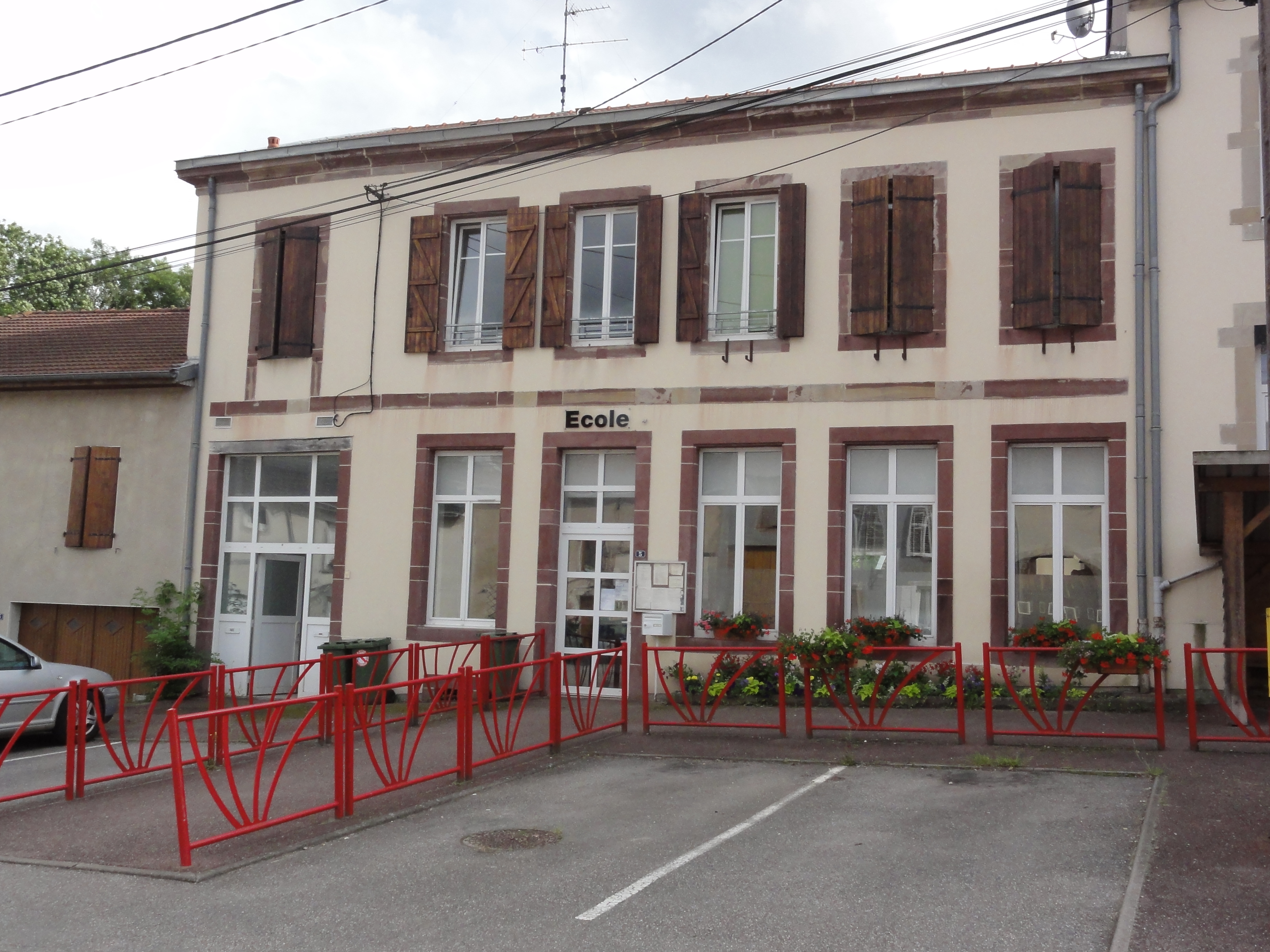
Grundschule
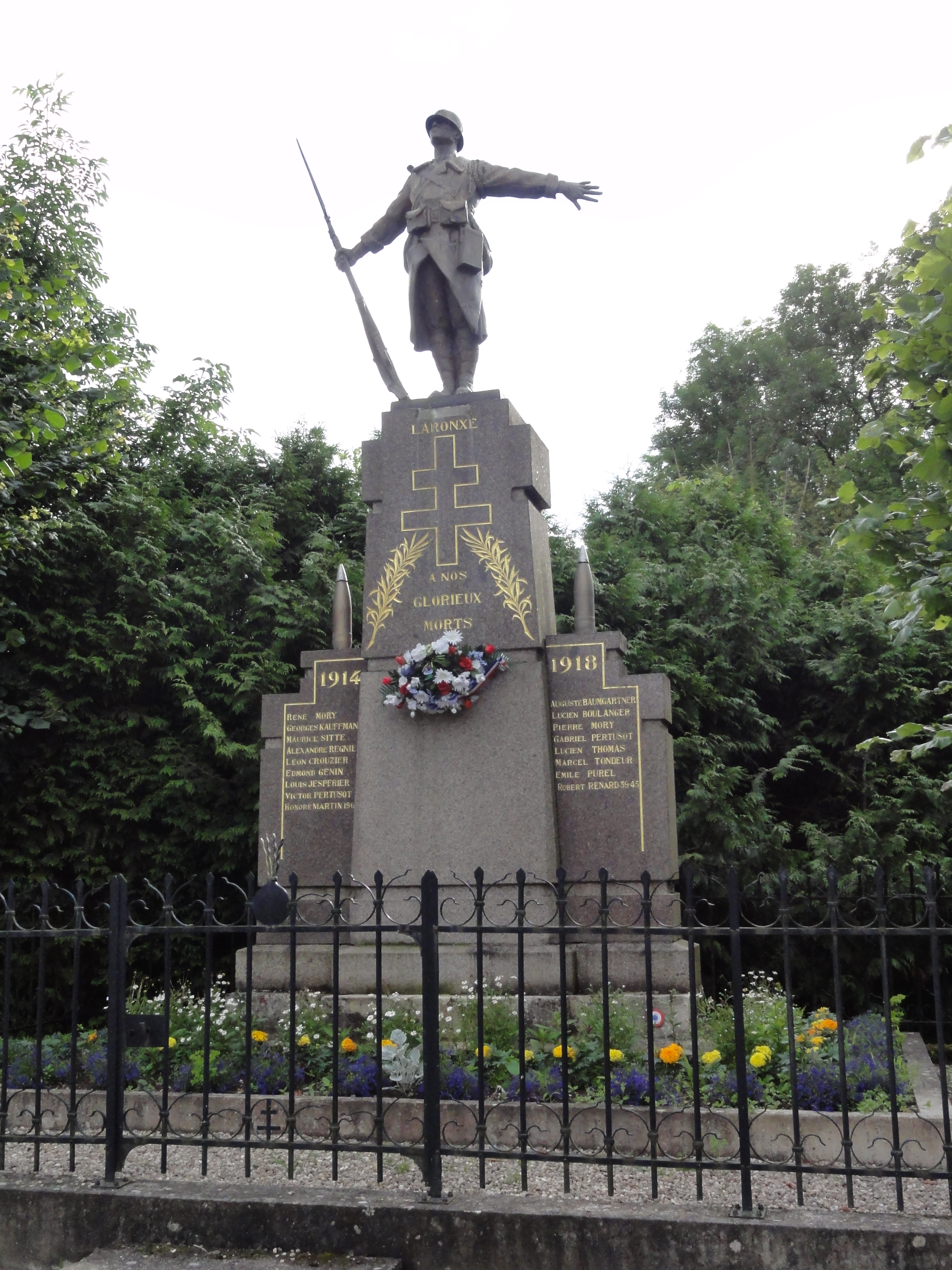
Denkmal für die Gefallenen
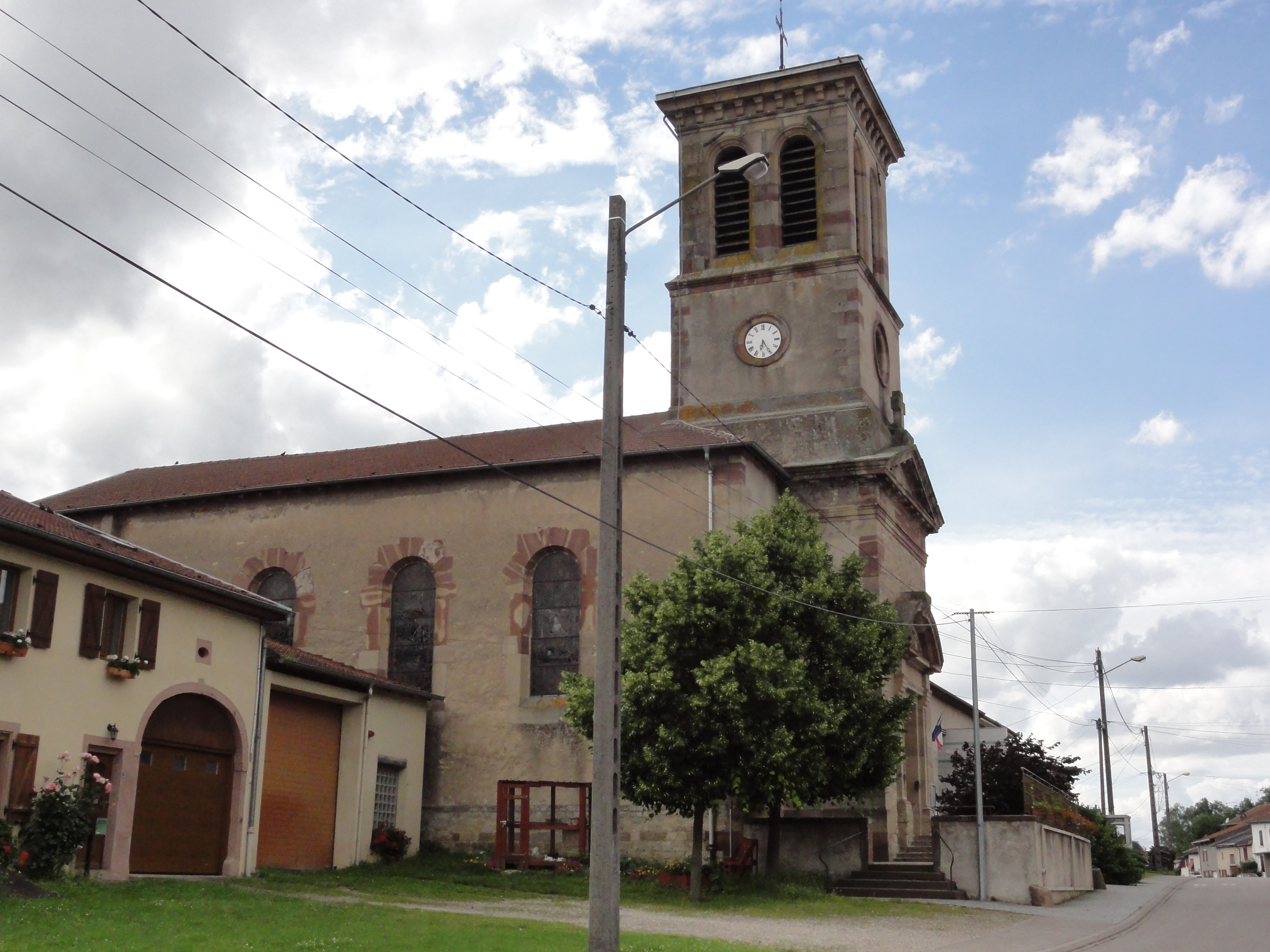
Kirche Saint-Sébastien
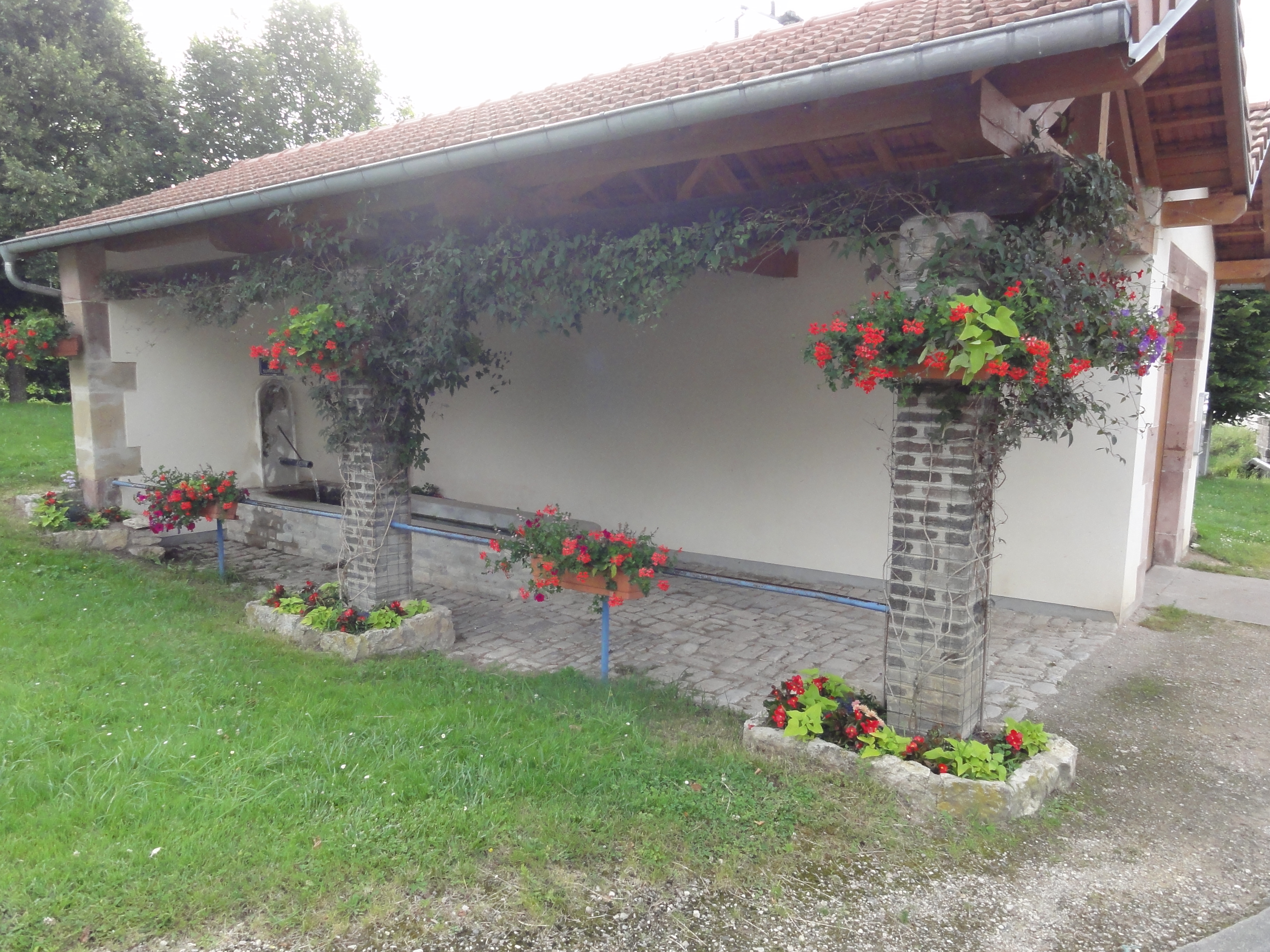
Lavoir